# Cobham (entreprise)
Ne pas confondre avec Cobham Solutions, une entreprise française de logiciels de conformité.
Cobham est une entreprise britannique d'aéronautique spécialisée dans les avions ravitailleurs, mais également présente dans l'électronique, l'aéronautique, les radars et le matériel de survie.

## Historique
En septembre 2008, Cobham acquiert l'activité de composants radio fréquence de M/A-COM pour $425 million.
En mai 2014, Cobham acquiert l'entreprise américaine d'électronique aéronautique Aeroflex pour 1,46 milliard de dollars.
En août 2015, Meggitt acquiert les activités de composites de Cobham, pour 200 millions de dollars.
En juillet 2019, l'entreprise emploie plus de 10 000 employés dont la moitié aux États-Unis lorsque le fonds américain de capital investissement Advent International offre 4 milliards de livres sterling pour la racheter.
En juillet 2021, Cobham annonce l'acquisition de l'entreprise britannique Ultra Electronics pour 3,6 milliards de dollars.
En juillet 2023, l'entreprise Française Thales conclut un accord pour acquérir l'activité de communications aérospatiales de Cobham pour 1,1 milliard de dollars, qu'elle prévoit de finaliser au cours du premier semestre 2024,.